# Tetsuo Satō (Volleyballspieler)
Tetsuo Satō (japanisch 佐藤 哲夫; * 12. März 1949 in Sōma; † 11. Juni 2025) war ein japanischer Volleyballspieler.

## Leben
Tetsuo Satō war auf Vereinsebene für Fujifilm Planets aktiv. Mit der Japanischen Nationalmannschaft nahm er an den Olympischen Sommerspielen 1968, 1972 und 1976 teil. In Mexiko-Stadt gewann das Team die Silbermedaille und vier Jahre später in München wurde Satō mit der japanischen Mannschaft Olympiasieger. In Montreal 1976 verpassten die Japaner mit Rang vier knapp eine Medaille.
Tetsuo Satō gewann zudem bei der Weltmeisterschaft 1970 in Bulgarien Bronze und wurde 1974 Weltmeister. Des Weiteren gewann er bei den Asienspielen 1970 in Bangkok und 1974 in Teheran jeweils die Goldmedaille mit der japanischen Auswahl.